# 양초

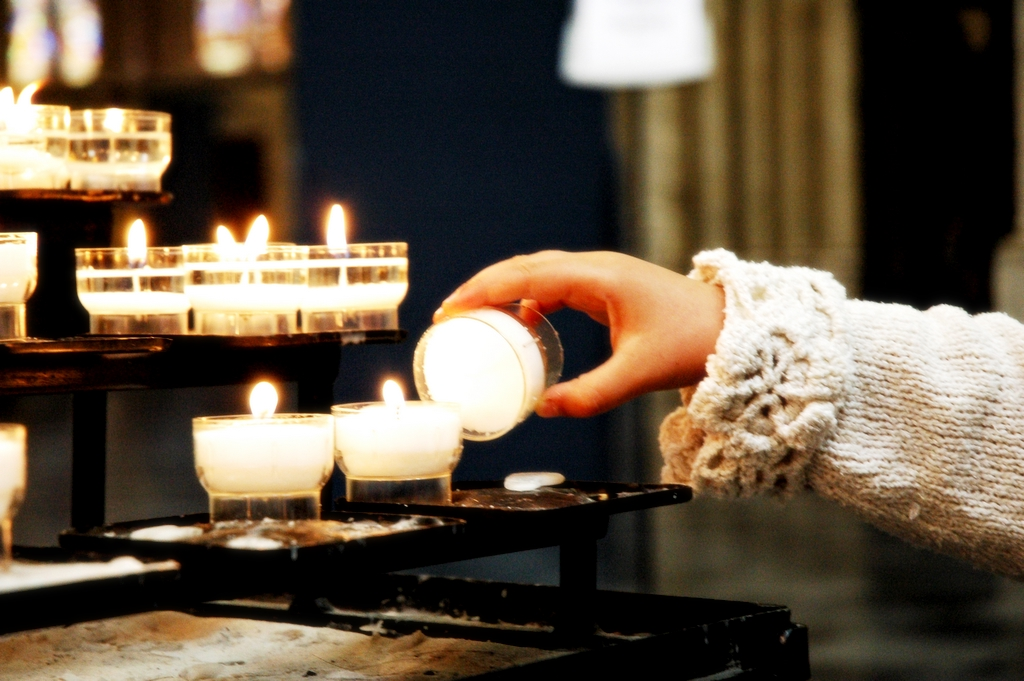
촛불은불꽃

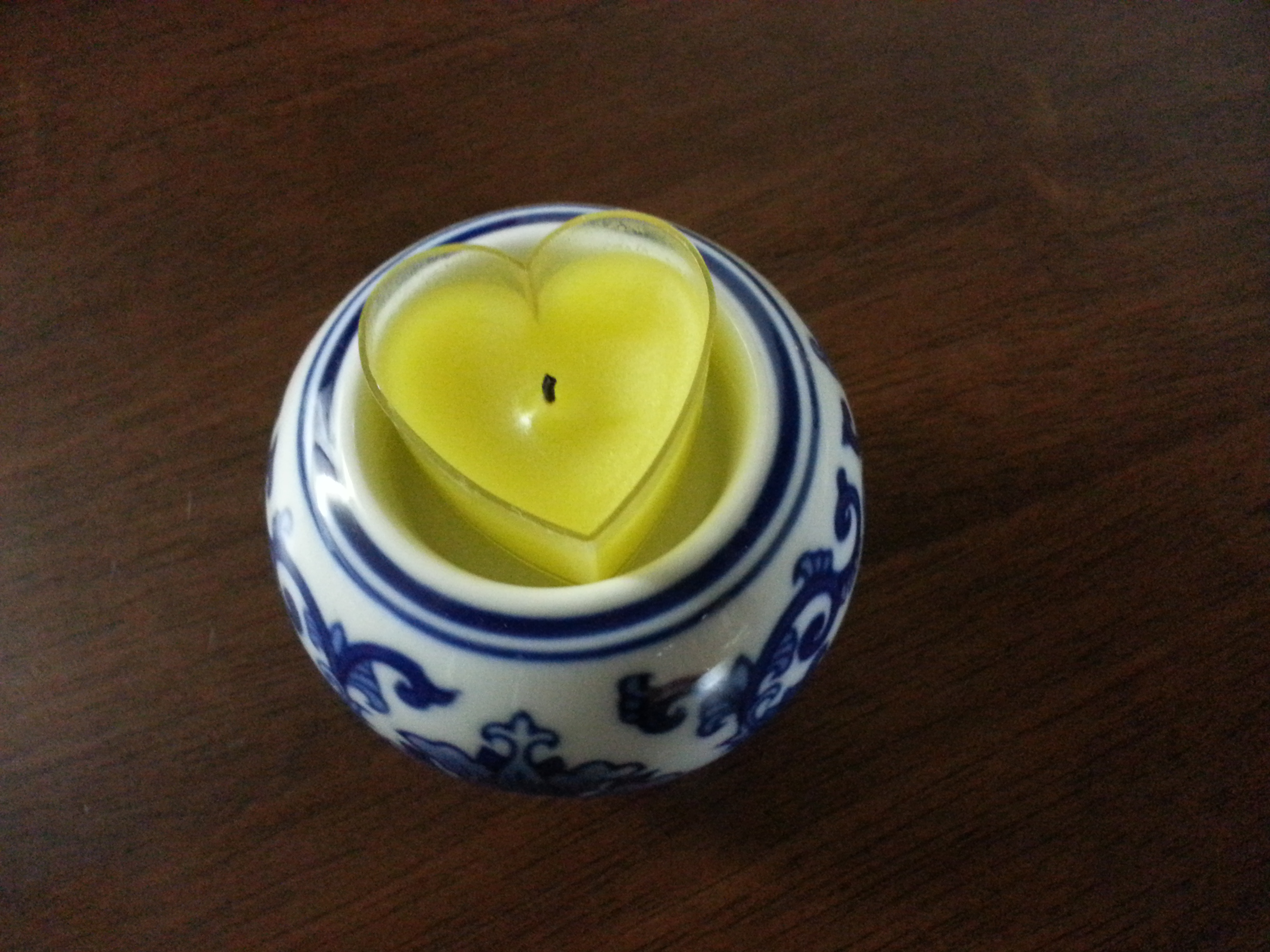
하트 모양 레몬 향초

초(燭, candle)는 파라핀이나 밀랍 등으로 된 고체 연료와 심지로 이루어진 광원 또는 연료를 말한다. 촛불(燭火, 문화어: 초불)을 켜기 위하여 만들어졌으며, 서양식 초를 양초(洋燭)라고 부른다.
19세기 이전까지 양초는 대개 쇠기름(우지)로 만들었으나, 오늘날은 대부분 파라핀을 원료로 만들어진다.
양초에 불을 붙이려면 성냥의 열로 양초를 녹여 일부를 기화시켜야 한다. 불이 붙은 후에는 공기 중의 산소와 결합하여 타면서 불꽃을 만든다. 불꽃에서 나는 열로 양초가 스스로 녹게 된다. 녹은 양초는 모세관 현상에 의해 심지를 따라 위로 올라가서 기화되어 계속 불꽃을 유지한다. 양초는 생일이나 결혼식, 종교 등에서 쉽게 볼 수 있다.

## 역사
로마에서 1세기 즈음 양초는 쇠기름과 골풀줄기의 속으로 만들어졌다. 기원전 3,000년에 이집트, 크레타 사람들은 일찍이 밀랍으로 초를 만들었다. 초기의 양초는 다양한 형태의 천연 지방, 쇠기름, 밀랍으로 만들어졌다. 18세기에 향고래에서 추출한 기름인 경랍은 최고의 양초를 만들어내는 데 쓰였다.

## 주의할 점
"환기"가 되지 않는 방이나 욕실에서 초를 켜게 되면 암이나 천식, 습진에 걸릴 확률이 높아진다. 또 미국 사우스캐롤라이나대학교 하미디 교수의 실험에서, 밀폐된 공간에서 파라핀 초를 켤 경우 톨루엔과 벤젠 등 발암물질이 검출되는 사실을 알아냈다. (밀랍초나 콩초 등은 발암물질의 검출이 없다.) 교수는 초를 켤때 조금이라도 "환기"를 시키는 것을 강조하였다.